# La casa sulla Trubnaja
La casa sulla Trubnaja (Dom na Trubnoj) è un film del 1928 diretto da Boris Vasil'evič Barnet.